# Brian Grant (réalisateur)
 (novembre 2024).
Pour les articles homonymes, voir Brian Grant et Grant.
Brian Grant est un réalisateur et producteur britannique de clips et de télévision. Il a également tourné de nombreux films et séries télévisées.
En 1982, il cofonde MGMM Productions avec Scott Millaney, Russell Mulcahy et David Mallet. MGMM est devenue la société de production britannique la plus prospère des années 1980.
Il est célèbre pour la réalisation d'épisodes de séries télévisées britanniques telles que Et alors ?, Hex : La Malédiction, Doctor Who, Sinchronicity, Britannia High, Highlander, Tessa à la pointe de l'épée, Flics toujours, Sinbad ou encore Amandine Malabul, sorcière maladroite.
Il réalise également de nombreuses publicités et clips dans les années 1980 comme pour Olivia Newton-John, Donna Summer, Peter Gabriel, Queen, Rod Stewart, Tina Turner, Aretha Franklin, Dolly Parton, Kim Wilde, Whitney Houston, Spandau Ballet et Duran Duran.